# 貝文土器
貝文土器（かいもんどき）は、縄文時代草創期・早期の南九州で作られていた、貝殻による模様「貝文」をつけた土器である。
貝殻文土器に代表される文化を貝文文化または貝殻文土器文化と呼び、縄文土器に代表され東日本を中心とした縄文文化とは区別される。

## 地域・時期
九州本島の九州脊陵山脈以南（熊本県南部、宮崎県南部、離島を除く鹿児島県全域）、大隅諸島（種子島、屋久島）に分布する。鹿児島県霧島市の上野原遺跡が代表的な遺跡である。
貝文文化は約7300年前の鬼界カルデラの噴火（K-Ah）で滅亡した。この噴火により、時代区分は縄文時代早期から縄文時代前期となる。

## 特徴
貝殻文土器には、貝殻を押し付けた模様や、貝殻で引かれた幾何学模様などが描かれている。平底で、シンプルな円柱・角柱形をしている。
一方、日本の他の地域では初期の縄文土器が作られていた。当時の縄文土器は底が尖っており、平底のものが作られたのは縄文時代前期になってからで、形も装飾的なものが多い。それゆえ、貝殻文土器はかつては縄文時代前期の土器と思われていた。